# Rudolf II. Avstrijski
Rudolf II., vojvoda Avstrije in Štajerske iz rodbine Habsburžanov, * 1271; † 10. maj 1290, Praga.
Rudolf II. je bil mlajši sin Rudolfa I. in Gertrude Ane Hohenberške.
Leta 1282 sta z bratom Albrehtom I. od očeta Rudolfa I. prejela Koroško, Štajersko in Kranjsko s Slovensko marko, čeprav je Kranjska s Slovensko marko dejansko ostala pod upravo oziroma je prešla v fevd (1286) grofov Goriško-Tirolskih.
Rudolf se je moral zaradi omejitev pri podelitvi Avstrije in Štajerske le na eno osebo, odpovedati pravicam  v korist Albrehta I. (pogodba pri Rheinfeldnu 1.6.1283).
V zakonu z Nežo Češko, hčerko češkega kralja Otokarja II. se je šele po njegovi smrti (1290) rodil edini sin Ivan. Ker nadomestilo za odpoved pravic ni bilo urejeno, je to kasneje privedlo Ivana do umora strica Albrehta I.

## Sklica
1. ↑  Enciklopedija Slovenije III, Ljubljana 1989, (COBISS)
2. ↑  AEIOU-Rudolf II.[mrtva povezava]

| Rudolf II. Avstrijski HabsburžaniRojen: okoli 1270 Umrl: 10. maj 1290 |                                                        |                       |
| Vladarski nazivi                                                      |                                                        |                       |
| Predhodnik: Rudolf I.                                                 | Vojvoda Avstrije in Štajerske z Albrehtom I. 1282-1290 | Naslednik: Albreht I. |